# Akira Komata
Akira Komata (古俣 聖?, Komata Akira; Niigata, 31 gennaio 1998) è uno schermidore giapponese, specializzato nella spada.

## Carriera
Nel 2024 ha vinto la medaglia d'argento nella spada a squadre alle Olimpiadi di Parigi, perdendo la finale per 26-25 contro l'Ungheria. Nel 2025 si è laureato campione del mondo nella stessa disciplina ai Mondiali di Tbilisi, assieme ai connazionali Kōki Kanō, Masaru Yamada e Seiya Asami, sconfiggendo in finale l'Ungheria per 45-35.

## Palmarès
- Giochi olimpici

Parigi 2024: argento nella spada a squadre.
- Mondiali

Tbilisi 2025: oro nella spada a squadre.
- Campionati asiatici

Seul 2022: argento nella spada individuale; bronzo nella spada a squadre.
Wuxi 2023: oro nella spada a squadre; bronzo nella spada individuale.
Kuwait City 2024: argento nella spada a squadre; bronzo nella spada individuale.
Bali 2025: oro nella spada a squadre.
- Giochi asiatici

Hangzhou 2022: oro nella spada a squadre; argento nella spada individuale.